# Axel (Niederlande)
Axel ist eine Stadt in der Gemeinde Terneuzen innerhalb der Provinz Zeeland im Südwesten der Niederlande. Sie liegt 31 km südöstlich von Vlissingen.

## Geschichte
Die Stadt tauchte erstmals zwischen 987 und 994 als Axla auf, die Etymologie ist dabei unklar. Sie lag am Bach Axelse Gat der in die Braakman-Mündung floss. Eine Kirche wurde hier um das Jahr 1100 errichtet und ein Schloss um 1200. Sie fungierte als Durchgang nach Gent und erhielt im Jahr 1213 die Stadtrechte. Um das Jahr 1380 sowie im Jahr 1452 wurde die Stadt von Gent geplündert. Durch die Allerheiligenflut 1570 fand sich die Stadt eine Zeit lang auf einer Insel wieder.
Sie wurde in 1586 von Moritz, Prinz von Oranien erobert und befestigt. Im Jahr 1601 wurden acht Bastionen und eine Ravelin um die Stadt herum errichtet. Strategisch war es eine wichtige Stadt, weil es die Zugänge zu Antwerpen und Gent kontrollierte, die in spanischer Hand waren. In 1789 wurde die Insel wieder dem Festland angebunden. Die Befestigungen wurden 1816 entfernt und im Jahr 1851 verlor die Stadt ihren Hafen.
Die katholische St. Gregorius der Große Kirche ist eine Saalkirche im Stil der Neugotik, welche zwischen 1862 und 1863 gebaut wurde. Die Getreidemühle Stadsmolen wurde 1750 erbaut. Diese wurde 1911 auf einen Rumpf reduziert und ein Motor installiert. Sie wurde im Jahr 1995 von der Stadt erworben und von 1998 und 1999 restauriert. Sie ist an den meisten Samstagen in Betrieb und mahlt Getreide.
Im Jahr 1840 lebten hier 1226 Menschen. 1871 eröffnete ein Bahnhof auf der Bahnstrecke von Mechelen nach Terneuzen. Diese Linie wurde 1951 eingestellt und das Gebäude 1968 abgerissen.
Im Zweiten Weltkrieg war die Stadt im September 1944 als Nebenschauplatz der Schlacht an der Scheldemündung heftigen Kämpfen ausgesetzt, in denen 40 Zivilisten getötet wurden. Am 19. September wurde sie schließlich von der Ersten Polnischen Panzerdivision befreit.
Bis 2003 war die Stadt eigenständig und wurde dann in Terneuzen eingemeindet.

## Galerie

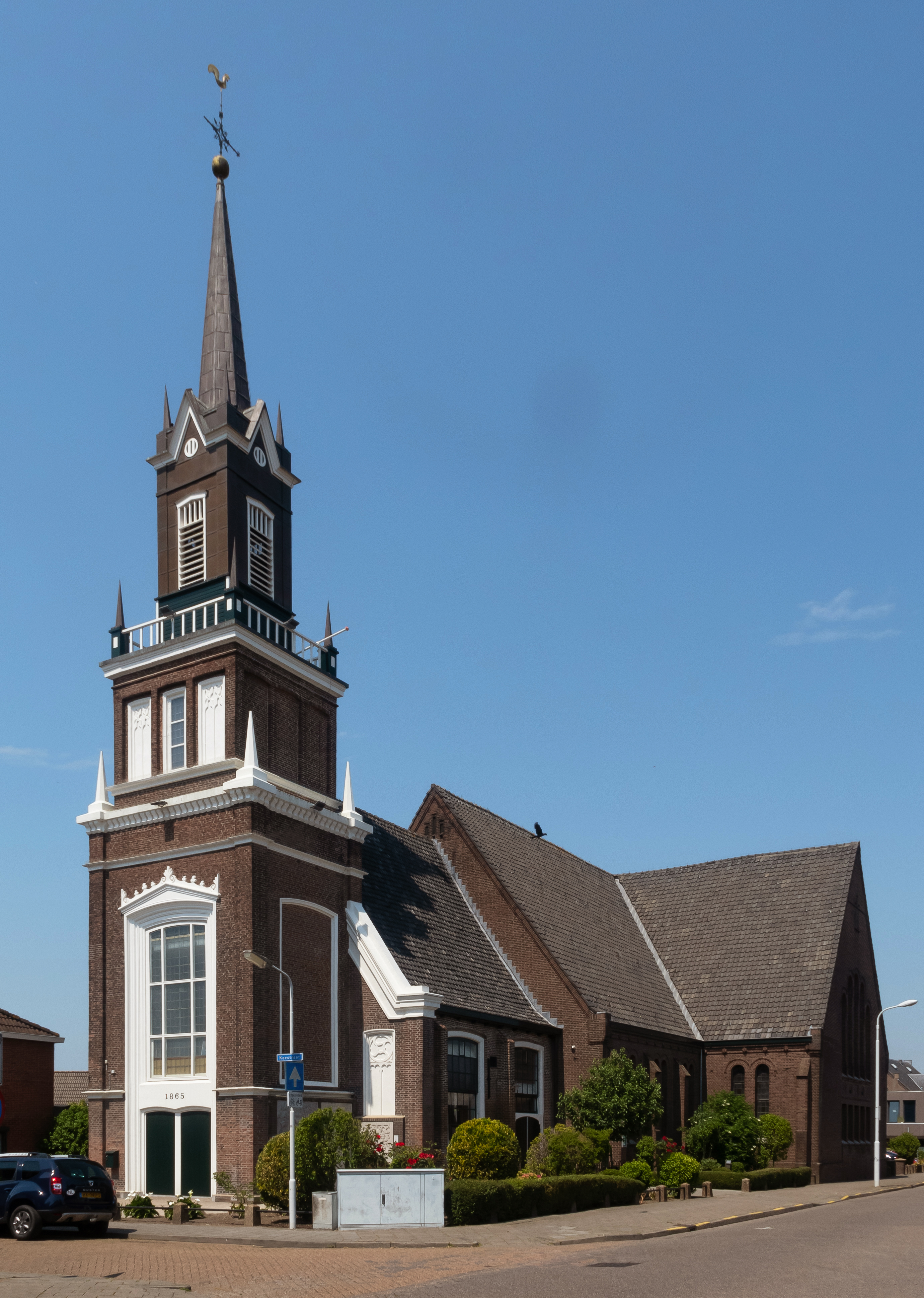
Reformierte Kirche
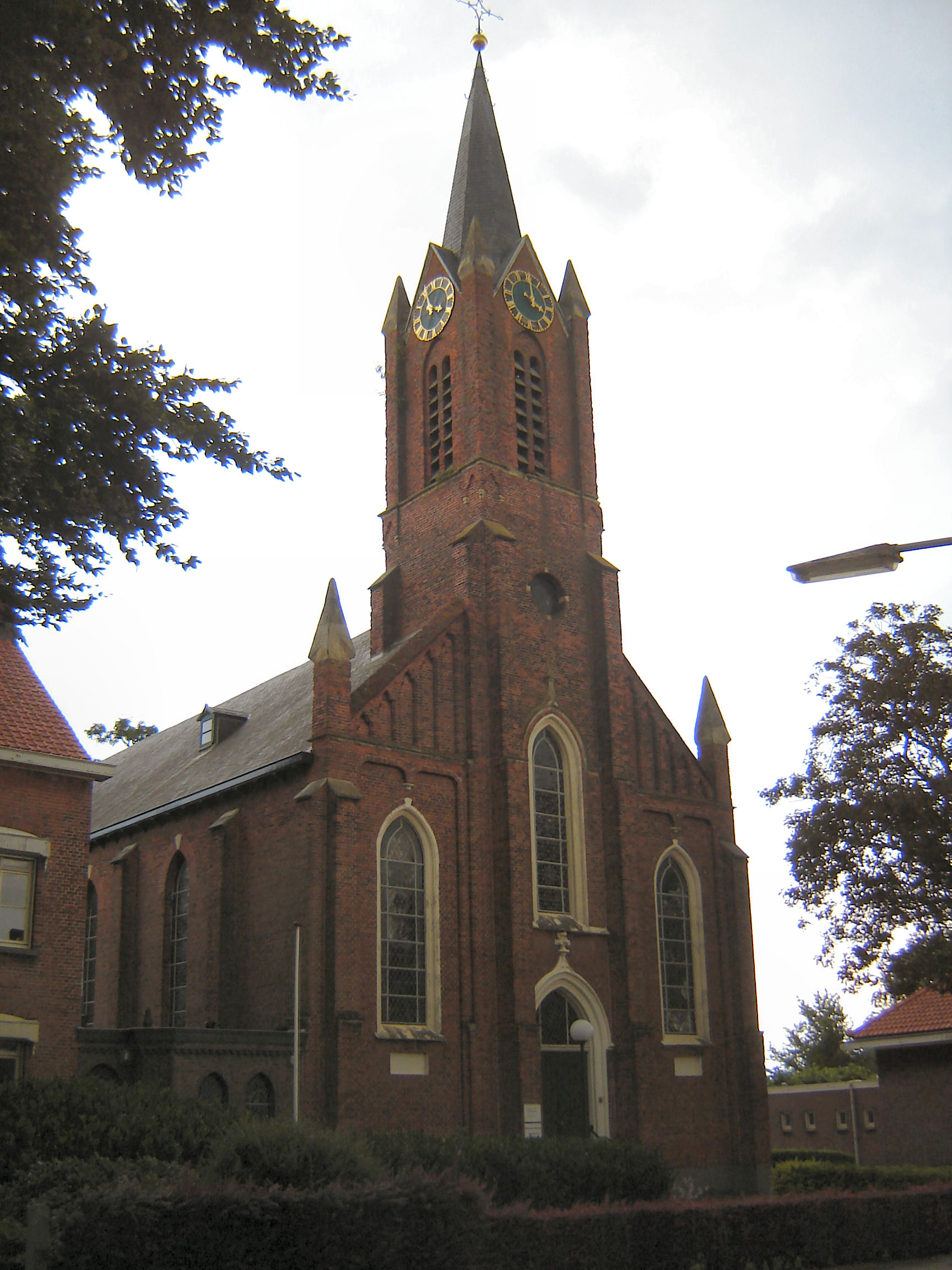
Kirche von St. Gregorius dem Großen
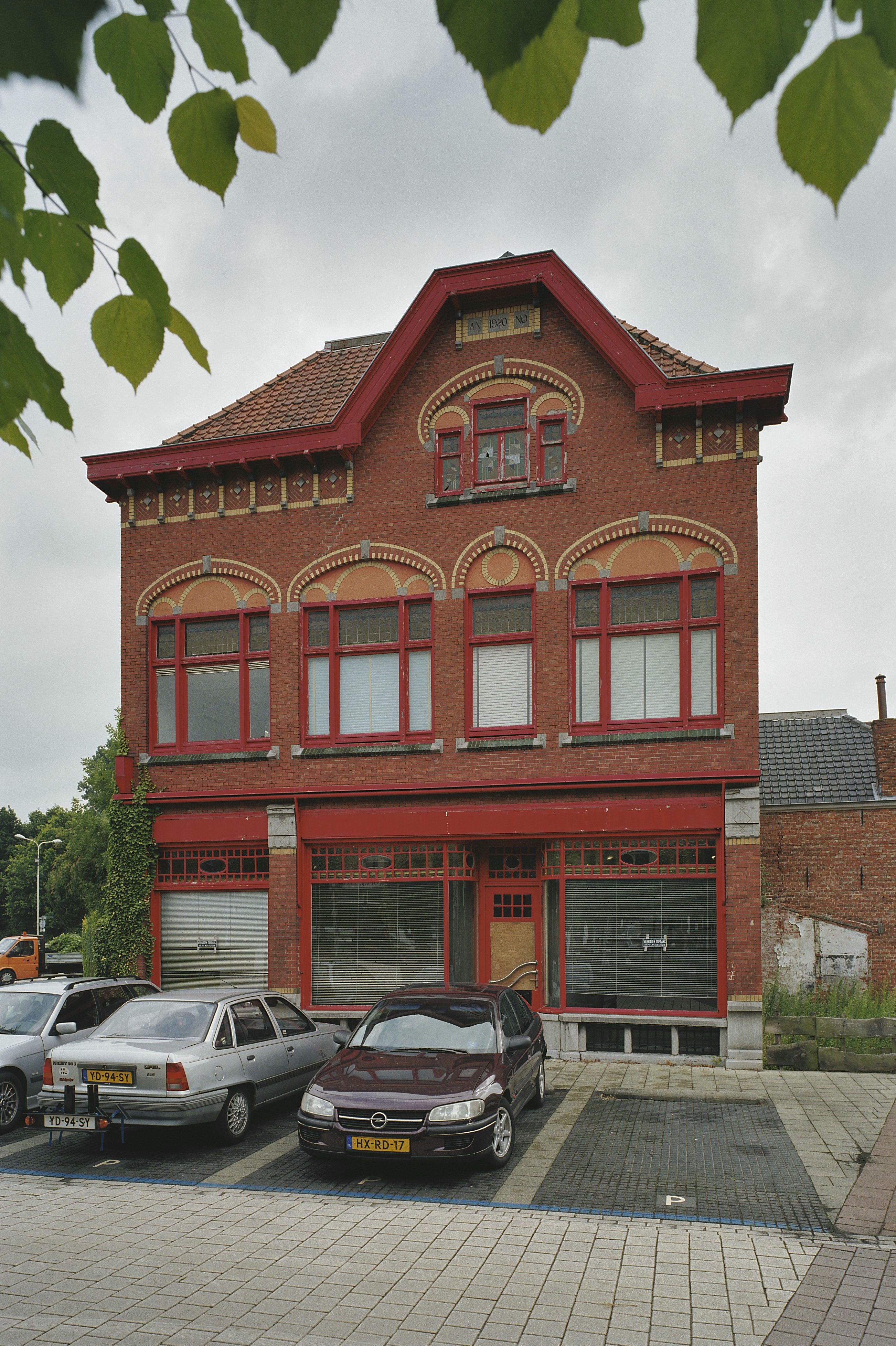
Gebäude in Axel
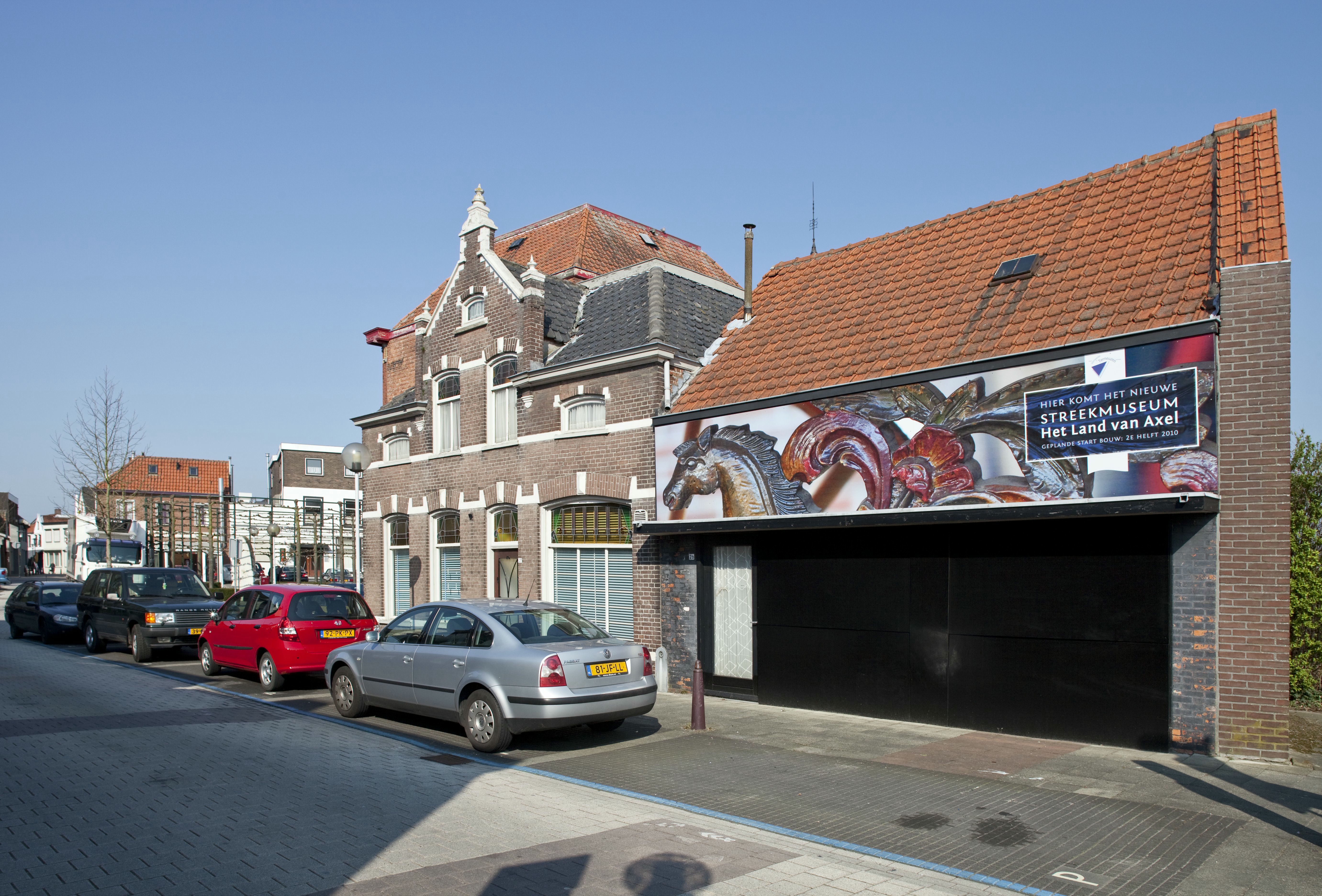
Straßenansicht
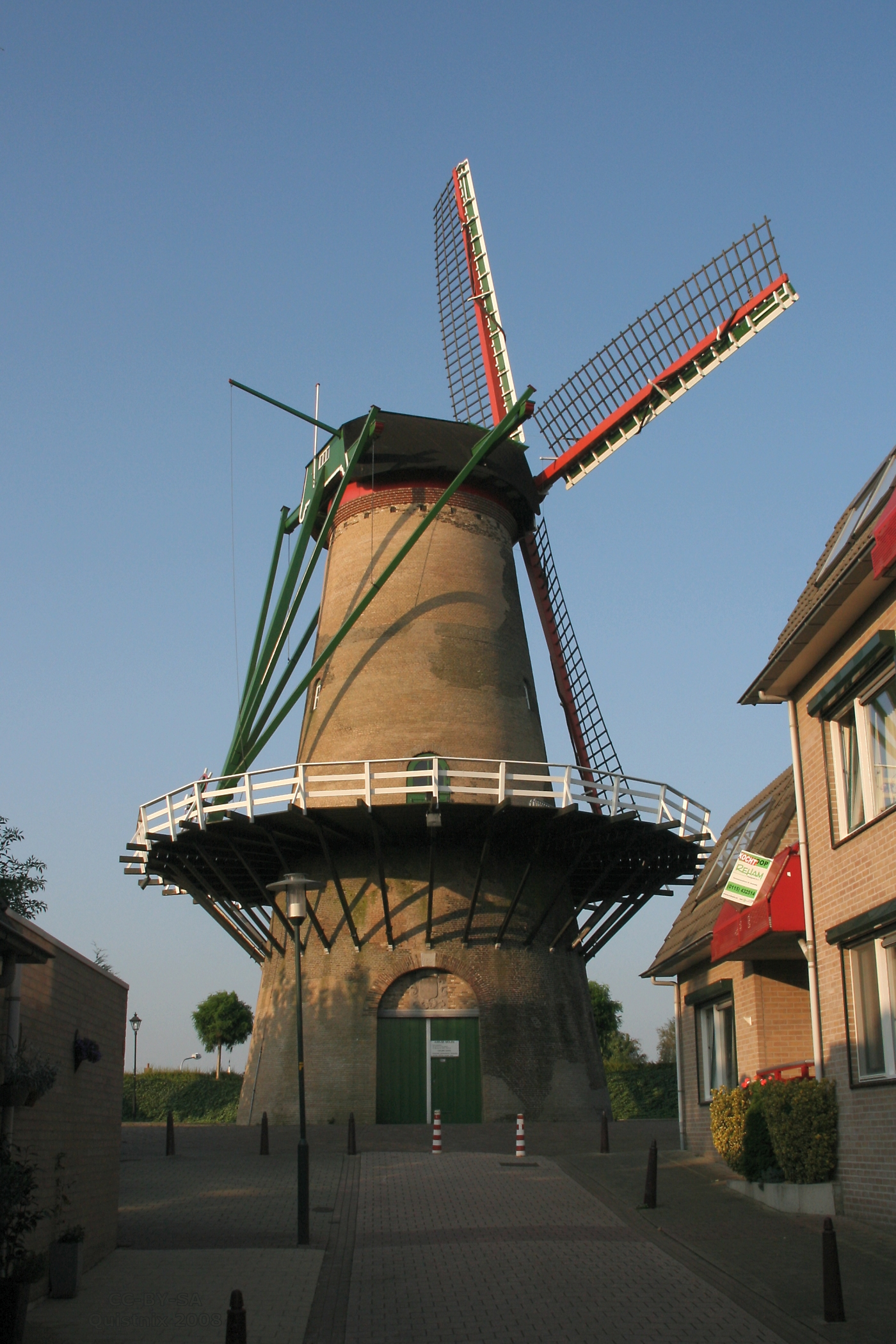
Windmühle De Stadsmolen

## Persönlichkeiten
- Richard Bukacki (1946–2024), Radrennfahrer